# Jaroslav Suchánek (politik)
Jaroslav Suchánek (26. ledna 1955 – 6. července 2024) byl český fyzik, bývalý československý politik, po sametové revoluci poslanec Sněmovny lidu Federálního shromáždění za Občanské fórum, později za ODS, v 90. letech 20. století velvyslanec ČR v Austrálii. Aktivní esperantista.

## Biografie
Před rokem 1989 pracoval jako fyzik ve společnosti Vítkovické železárny a ČEZ.
Ve volbách roku 1990 kandidoval za OF do Sněmovny lidu (volební obvod Severomoravský kraj). Poslanecký slib složil v červenci 1990. Po rozkladu Občanského fóra přestoupil v roce 1991 do poslaneckého klubu ODS. Mandát obhájil ve volbách roku 1992. Ve Federálním shromáždění setrval do zániku Československa v prosinci 1992.
V letech 1993–1998 působil jako velvyslanec České republiky v Austrálii. Pak byl aktérem aféry, v níž o něm podřízený atašé Miroslav Kníž šířil pomluvy, že nechal zastavit budovu velvyslanectví. Kauze se pak věnovala média a v roce 1998 byl Suchánek za neupřesněných okolností propuštěn ze služeb ministerstva zahraničních věcí. Několik let pak byl bez práce. V roce 2002 Suchánek vyhrál spor na ochranu osobnosti a soud konstatoval, že informace o machinacích s budovou ambasády byly pomluvami. O rok později ale vrchní soud v Olomouci tento verdikt zvrátil.
V senátních volbách roku 2000 kandidoval coby nestraník za hnutí NEZÁVISLÍ do horní komory českého parlamentu v obvodu č. 71 - Ostrava-město. Získal ale jen 7 % hlasů a nepostoupil do 2. kola. Později ale opět vystupuje coby politik ODS. V komunálních volbách roku 2006 a komunálních volbách roku 2010 neúspěšně za ODS kandidoval do zastupitelstva městského obvodu Ostrava-Jih. Profesně se uvádí jako fyzik a překladatel.